# Fremont (miasto w hrabstwie Steuben)
Fremont – miasto w Stanach Zjednoczonych, w stanie Nowy Jork, w hrabstwie Steuben.